# Sorbetière

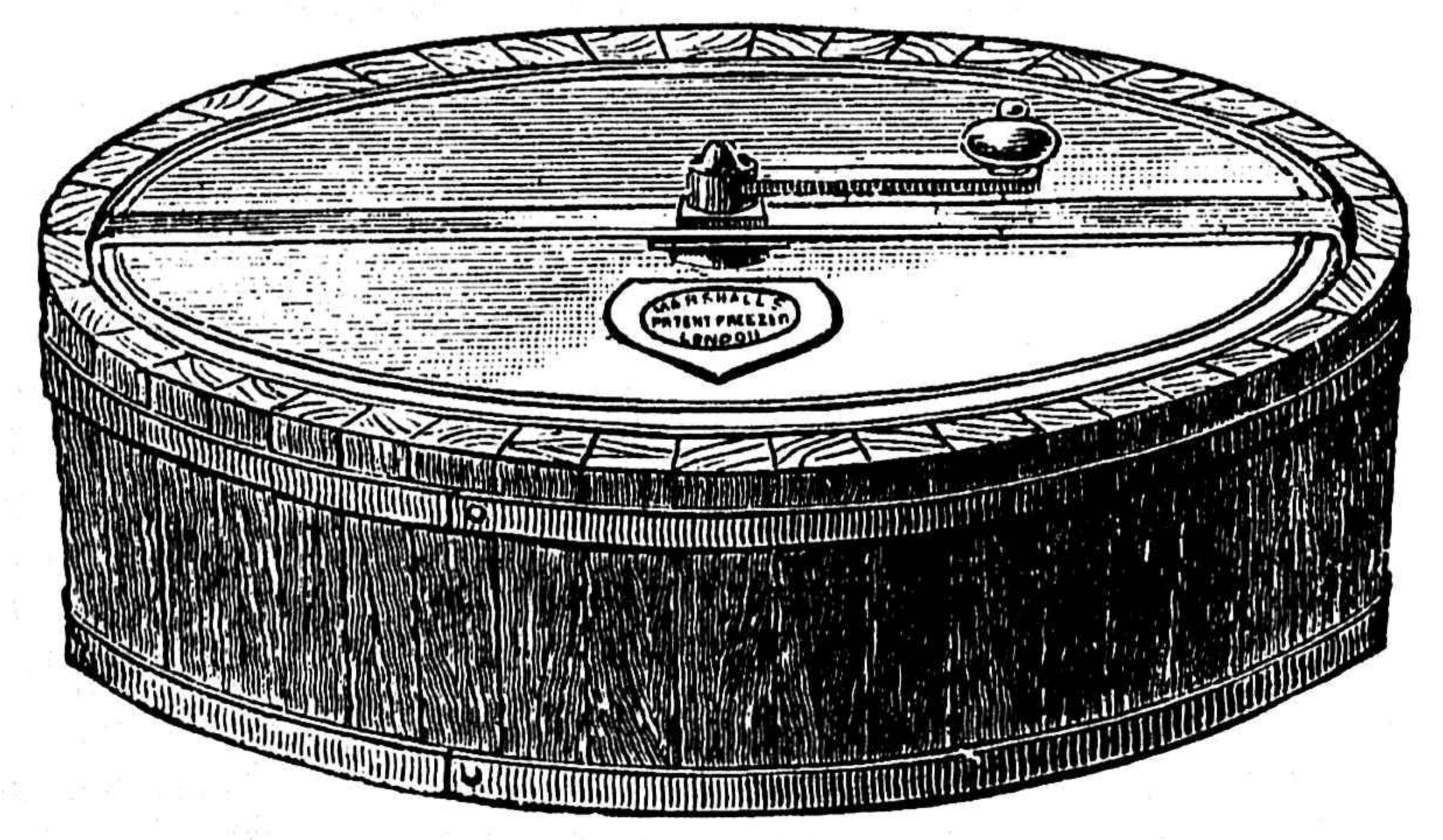
La sorbetière brevetée en 1885 par Agnes Marshall pouvait congeler une pinte de crème glacée en cinq minutes.

Une sorbetière est un ustensile de cuisine permettant de réaliser des crèmes glacées et des sorbets.
Elle permet de descendre la température d'une préparation tout en évitant la formation de cristaux. La méthode usuelle est de turbiner (agiter) la préparation pendant son refroidissement.

## Différents types de sorbetières
D'une manière générale, un récipient à double paroi dont le récipient intérieur est turbiné, et le récipient extérieur rempli de glace pilée salée, remplit le même office.
- La sorbetière manuelle — très courante aux Antilles françaises –, que l'on fait tourner au moyen d'une manivelle : il s'agit d'un seau étanche qui contient un mélange de blocs de glace et de sel, solution dans laquelle on fait tourner un bol métallique contenant la crème ou le sorbet, le produit étant remué par une palette reliée au système manuel. La transformation en glace dure 30 minutes en moyenne ;
- La sorbetière simple, que l'on place au congélateur ;
- La sorbetière autonome, appelée aussi turbine à glace, qui dispose de son propre système de réfrigération ;
- La sorbetière à accumulation : elle emmagasine le froid grâce à une solution saline placée à l'avance au congélateur  et qui restitue le froid lors du turbinage de la préparation. La solution saline est contenue soit dans un disque qui se place au fond du bol de la sorbetière, soit dans les parois du bol.

Sorbetière manuelle
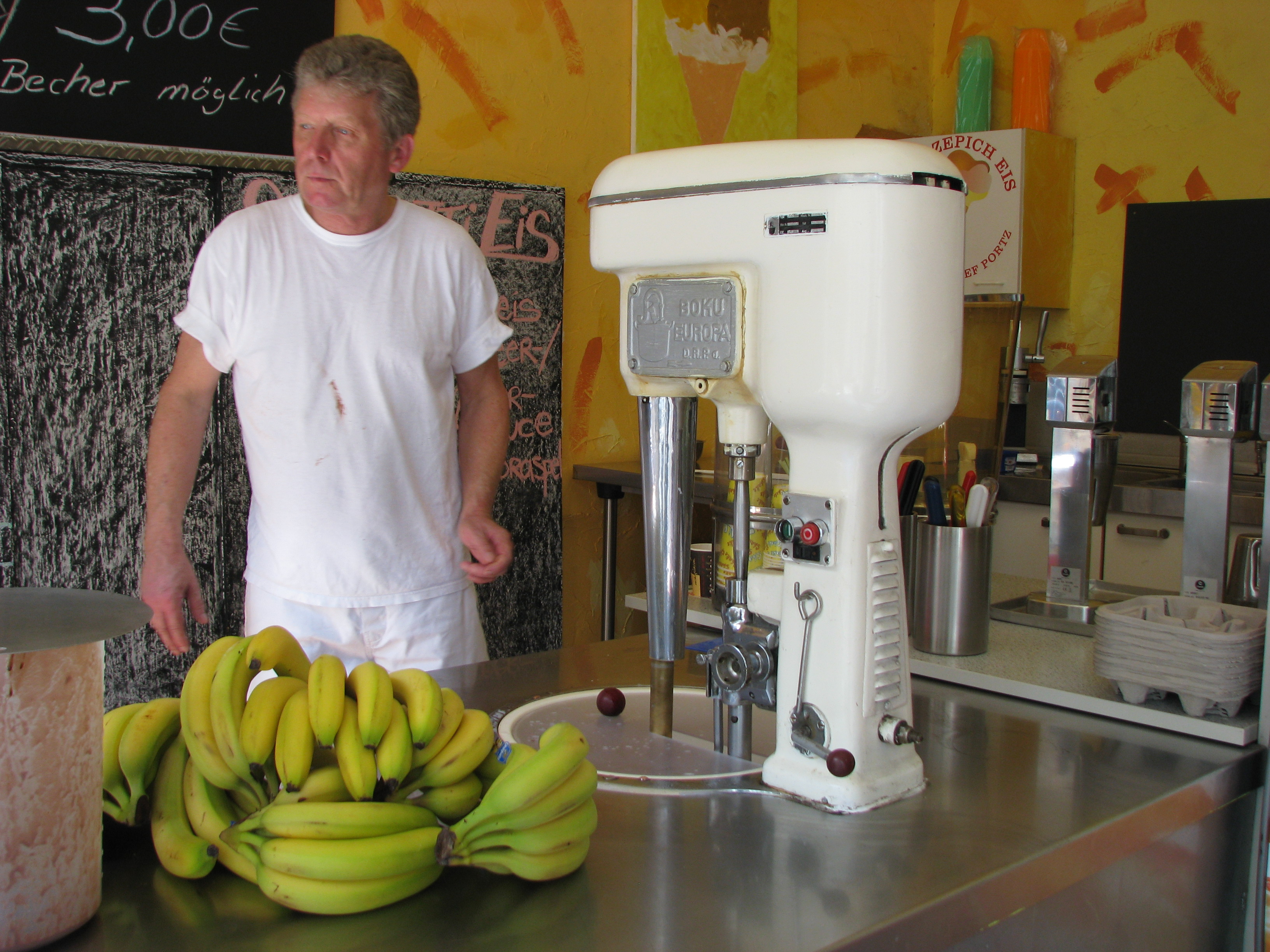
Sorbetière électrique
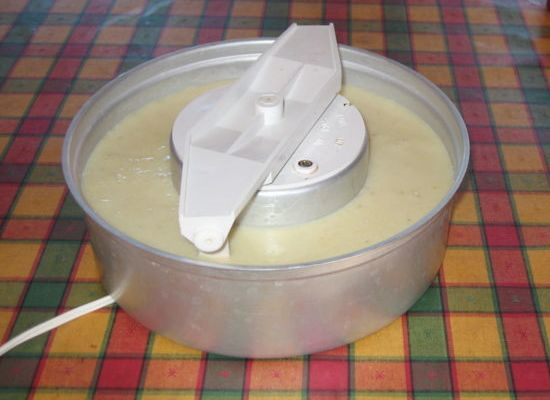
Sorbetière à placer dans le congélateur
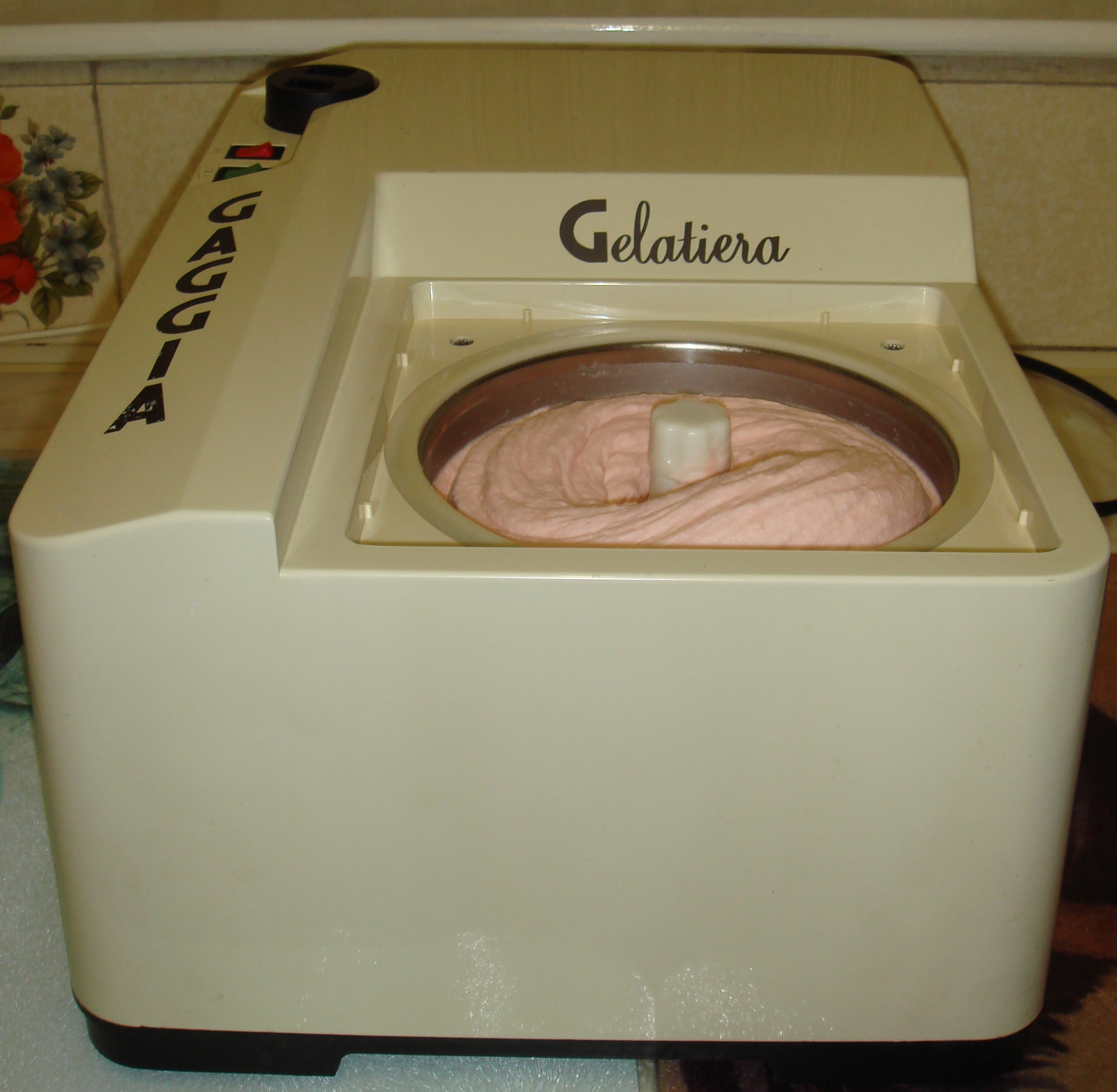
Sorbetière autonome
Principe de fonctionnement de la sorbetière autonome

## Utilisation d'une sorbetière simple
- Remplir le récipient avec la préparation
- Placer la sorbetière au congélateur, en contact direct avec la paroi
- Brancher au courant et turbiner
- Après 30 à 60 minutes, les pales se relèvent. Verser la crème glacée dans un récipient
- Placer le récipient au congélateur, sans contact avec la paroi, pour préserver l'aspect crémeux du dessert glacé

## Utilisation d'une sorbetière à accumulation
- Placer la solution saline au congélateur pendant au moins 8 à 12 h, et préférablement 18 à 24 heures avant d'effectuer la préparation[1].
- Refroidir si nécessaire la préparation au réfrigérateur (mais pas gelée) afin qu'elle ne réchauffe pas le bol[1]
- Remplir le récipient avec la préparation
- Brancher au courant et turbiner
- Après 30 à 60 minutes, la préparation a pris. Verser la crème glacée dans un récipient.
- Placer le récipient au congélateur, sans contact avec la paroi, pour préserver l'aspect crémeux du dessert glacé.

## Remarques
- Les glaces se conservent en général à une température de −6 °C. Les congélateurs étant souvent réglés bien plus bas, il peut être nécessaire de la sortir 5 ou 10 minutes à température ambiante ou de mettre la glace au réfrigérateur 20 à 30 minutes avant de la consommer.
- Hervé This a montré que le refroidissement rapide à l'azote liquide permet d'obtenir, bien plus rapidement qu'avec des sorbetières, des glaces et des sorbets à la consistance bien plus soyeuse ; et non seulement la consistance est supérieure, mais le goût est augmenté : la première démonstration publique avait été faite à la Table d'Anvers, alors tenue par Philippe et Christian Conticini, en présence de représentant du Gault&Millau, et la dégustation, en aveugle, avait porté sur du sorbet au citron et de la glace à la vanille. Lire « Gastronomie moléculaire : une expérience spectaculaire ».
- On peut également réaliser des sorbets et glaces grâce à un appareil qui racle très finement un bloc gelé à l'avance pour le rendre crémeux (Pacojet).